# 名崎送信所
名崎送信所（なさき・そうしんしょ、または、なざき・そうしんしょ）は、茨城県古河市（旧・結城郡名崎村→猿島郡三和村→三和町）にあった、KDDI所有の土地を日本電信電話（NTT。現・NTTコミュニケーションズ）が借り受けて運営した電波送信所である。なお、旧電電公社時代以降、正式には名崎無線送信所と呼ぶ。

## 概要・歴史

### 開局から終戦まで
- 1933年（昭和8年） KDDIの前身の国際電話会社は短波帯無線電波の送信所として使える広大な土地を探していたところ、関東平野のほぼ中央に位置する茨城県結城郡名崎村を適地と判断し、土地の取得を始めた。
- 1934年（昭和9年）4月29日 アジア近隣諸国向けの国際電話及び社団法人日本放送協会（現・NHK）の国際放送の基礎となる外地向けの中継業務を開始する。送信機は欧・米向けの20kW送信機が2台と、アジア近隣諸国向けの10kW送信機3台であった。
- 1938年（昭和13年） 日中戦争・第二次世界大戦に伴う国策で、国際電話会社は同業の日本無線電信と合併し国際電気通信として新発足。名崎送信所は同社所有となる。
- 1940年（昭和15年） 近隣する猿島郡八俣村（現・古河市）に八俣送信所が設立され、NHK国際放送はこの2箇所並列で送信される。
- 1942年（昭和17年） 太平洋戦争が始まるなど戦争の激化に伴い、プロパガンダ放送と、植民地・海外移住者地域向け放送（音声）に特化する。
- 1945年（昭和20年） 日本軍は連合国軍に降伏。名崎送信所は8月15日日本時間正午から放送された昭和天皇の肉声による玉音放送を全世界向けに送信した後、駐留軍の管理下におかれる。9月2日には降伏文書を詔勅放送のタイトルで放送後、同年9月4日、全部停波された。

### KDD時代
- 1947年（昭和22年） 国際電気通信はGHQの命令により解散し、逓信省の傘下に置かれる。
- 1949年 逓信省が電気通信省に改められる。それとほぼ同時に国際電気通信条約に加入し、国際通信に再参加。
- 1952年（昭和27年） 日本電信電話公社へ移行。
- 1953年（昭和28年） 国際電信電話（KDD。現・KDDI）所有となる。
- 1955年（昭和30年） NHKの国際放送用に100kW送信機が設置（呼出符号 JOA6〜JOA21）。
- 1956年（昭和31年） 南極向けのラジオ実験放送の送信を行う。

その後、海底ケーブルや衛星等の国際通信の充実化により1969年、KDDは短波無線の整理・統合計画案を公表。国際放送は八俣送信所に一本化、また国際電話関係の業務は旧日本無線電信が栃木県小山市に建設していた小山送信所（現：KDDI小山テクニカルセンター・KDDI国際通信史料館）に移転することが決定されると共に、1972年、電電公社が短波送信所の再編計画を発表し、この名崎送信所を電電公社無線業務の送信所として新設することを明示。1973年3月、KDD所有としての名崎送信所を一度閉鎖解体したのち、1975年（昭和50年）9月、電電公社の送信所として新設する。なお土地はKDD→KDDIから借り上げる形であった。

### 電電公社→NTTの送信所へ
- 1977年（昭和52年）
  - 千葉県千葉市の検見川送信所が閉鎖される。同送信所から発信されていた郵政省電波研究所運営の標準周波数局[注釈 1]JJYの時刻及び標準電波生成機能を含む送信設備5波を移設。その他の送信波の内訳は、共同通信社第1同報、時事通信社第4・5同報と、気象庁JMBが3波、海上保安庁基地間通信が2波、また1送信設備の共有で防衛庁（現・防衛省）対潜水艦通信JJF2と電波研究所JG2AS1波[注釈 2]。
  - 検見川無線送信所より、時事通信第2同報[注釈 3]、共同通信JJC8MHz[注釈 4]臼井無線送信所より、気象庁JMC[注釈 5]、JJC[注釈 6]、更に1981年に臼井送信所の時事通信第3同報[注釈 7]、VOLMET[注釈 8]を移設。
- 1982年（昭和57年） VOLMET放送の電波形式をA3J（SSB）に一新した。
- 1986年（昭和61年） 国内無線気象通報のJMBが停波した。同年7月、第2送信所を拡大し、千葉県佐倉市の臼井無線送信所で送信されていた電波研究所ウルシグラム放送JJD2波、気象庁JMC（長波）1波、JMG6波、JMJ5波を完全移設。この時名崎無線送信所では送信機75台、ダイポール54面、モノコーン13面、長波2面のアンテナを有した。

### 終焉へ
1990年代に入ると、技術の進歩や他の送信所への移行などもあり段階を追ってこれらの電波が整理されていく。
- 1995年（平成7年） ウルシグラム放送が宇宙天気予報に取って代わられ終了した。
- 1999年（平成11年） JJF2が宮崎県えびの市に完成した海上自衛隊中央通信隊群えびの送信所に移駐しJJIとなった。続いてJJYが佐賀県佐賀郡富士町（現・佐賀市）に新設されたはがね山標準電波送信所の開局に伴い、2001年（平成13年）3月31日限りで閉局する。JJCは共同通信社がマレーシアのTM Oneと業務提携したことからそちらへ移管されることになり2003年（平成15年）1月31日限りで名崎での送信を終了。
- 2004年（平成16年）3月31日 JMH4とJMH6も停波した。

最後まで残ったJMHと東京VOLMETは、鹿児島県枕崎市の鹿児島県漁業無線局へ移転のため2009年（平成21年）3月4日限りで名崎での送信を完全停止。これにより75年に及んだ歴史に幕が下りた。

### 再開発
閉局後はau・NTTドコモなどの携帯電話鉄塔を除いて解体され、跡地は茨城県庁により名崎工業団地として整備することになり、2010年に日野自動車が跡地を購入した。日野自動車は2012年から古河工場を建設し、東京都日野市の本社・日野工場から製造部門を中心に移設を進めている。

## 登場作品
『ガメラ2 レギオン襲来』
終盤の舞台の一つとして登場。電波管制が行われていたため発信は行われていなかったが、主要登場人物の一人であるNTT北海道エンジニアが職員を説得し、小型レギオンの群れをガメラから引き剥がすために最大出力で電波発信を行う。